# Cerastium ruderale
Cerastium ruderale är en nejlikväxtart som beskrevs av Friedrich August Marschall von Bieberstein. Cerastium ruderale ingår i släktet arvar, och familjen nejlikväxter. Inga underarter finns listade i Catalogue of Life.